# 弗拉基米尔·马尔科夫
弗拉基米尔·马尔科夫（俄语：Владимир Мальков，1986年4月9日—），俄羅斯男子羽毛球運動員。在青年期，他曾与搭档尼娜·维斯洛娃赢得2005年歐青赛混双季军。

## 簡歷
2009年，弗拉基米尔·马尔科夫出戰俄羅斯羽毛球公開賽，在男單決賽中以2比1（21-17、11-21、21-8）擊敗法國的布里斯·利弗德斯，贏得冠軍。
2013年8月，马尔科夫參加中國廣州舉行的世界羽毛球錦標賽，首日出戰男子單打項目，在首圈就以1比2（18-21、22-20、9-21）負於馬來西亞的刘国伦出局。
2014年8月，马尔科夫參加丹麥哥本哈根舉行的世界羽毛球錦標賽，出戰男子單打項目。首圈以2-0擊敗烏克蘭選手德米特罗·扎瓦德斯基晉級，但在第二圈就以0比2（16-21、13-21）不敵5號種子、印尼的汤米·苏吉亚托出局。
2015年8月，马尔科夫參加印尼雅加達舉行的世界羽毛球錦標賽，出戰男子單打項目，首圈就以1比2（22-20、20-22、16-21）不敵波蘭的阿德里安·齐奥尔科出局。
2017年8月，马尔科夫參加蘇格蘭格拉斯哥舉行的世界羽毛球錦標賽，出戰男子單打項目。他在首圈以2-0擊敗蘇格蘭選手马修·卡德尔晉級，但在第二圈就以0比2（17-21、14-21）不敵10號種子、中國的田厚威出局。

## 主要比賽成績
只列出曾進入準決賽的國際賽事成績：
| 年份   | 賽事                       | 公開賽級別 | 項目     | 搭檔              | 成績   |
| ------ | -------------------------- | ---------- | -------- | ----------------- | ------ |
| 2005年 | 歐洲青年羽毛球錦標賽       | 其他       | 混合團體 | －                | 亞軍   |
| 2005年 | 歐洲青年羽毛球錦標賽       | 其他       | 混合雙打 | 尼娜·维斯洛娃     | 準決賽 |
| 2008年 | 哈爾科夫羽毛球國際賽       | 國際系列賽 | 男子單打 | －                | 亞軍   |
| 2008年 | 哈爾科夫羽毛球國際賽       | 國際系列賽 | 男子雙打 | 戈尔代·科申科     | 亞軍   |
| 2008年 | 哈爾科夫羽毛球國際賽       | 國際系列賽 | 混合雙打 | Alina Abramovich  | 準決賽 |
| 2009年 | 白夜羽毛球賽               | 國際挑戰賽 | 男子單打 | －                | 準決賽 |
| 2009年 | 哈爾科夫羽毛球國際賽       | 國際系列賽 | 男子雙打 | 尼古拉·尼科拉恩科 | 準決賽 |
| 2009年 | 俄羅斯羽毛球大獎賽         | 大獎賽     | 男子單打 | －                | 冠軍   |
| 2009年 | 威爾斯羽毛球國際賽         | 國際系列賽 | 男子單打 | －                | 準決賽 |
| 2010年 | 克羅地亞羽毛球國際賽       | 國際系列賽 | 男子單打 | －                | 亞軍   |
| 2010年 | 俄羅斯羽毛球大獎賽         | 大獎賽     | 男子單打 | －                | 準決賽 |
| 2010年 | 白夜羽毛球賽               | 國際挑戰賽 | 男子單打 | －                | 準決賽 |
| 2012年 | 俄羅斯羽毛球大獎賽         | 大獎賽     | 男子單打 | －                | 亞軍   |
| 2012年 | 哈爾科夫羽毛球國際賽       | 國際挑戰賽 | 男子雙打 | 瓦迪姆·诺沃肖洛夫 | 準決賽 |
| 2012年 | 匈牙利羽毛球國際賽         | 國際系列賽 | 男子單打 | －                | 冠軍   |
| 2013年 | 歐洲羽毛球混合團體錦標賽   | 其他       | 混合團體 | －                | 準決賽 |
| 2013年 | 波蘭羽毛球公開賽           | 國際挑戰賽 | 男子單打 | －                | 冠軍   |
| 2013年 | 哈爾科夫羽毛球國際賽       | 國際挑戰賽 | 男子單打 | －                | 準決賽 |
| 2013年 | 瑞士羽毛球國際賽           | 國際挑戰賽 | 男子單打 | －                | 亞軍   |
| 2013年 | 以色列夏瑣羽毛球國際賽     | 國際系列賽 | 男子單打 | －                | 冠軍   |
| 2013年 | 以色列夏瑣羽毛球國際賽     | 國際系列賽 | 男子雙打 | 瓦迪姆·诺沃肖洛夫 | 冠軍   |
| 2013年 | 以色列夏瑣羽毛球國際賽     | 國際系列賽 | 混合雙打 | 维多利亚·沃罗比娃 | 冠軍   |
| 2014年 | 法國羽毛球國際賽           | 國際挑戰賽 | 男子單打 | －                | 亞軍   |
| 2014年 | 俄羅斯羽毛球大獎賽         | 大獎賽     | 男子單打 | －                | 準決賽 |
| 2015年 | 芬蘭羽毛球公開賽           | 國際挑戰賽 | 男子單打 | －                | 冠軍   |
| 2015年 | 白夜羽毛球賽               | 國際挑戰賽 | 男子單打 | －                | 冠軍   |
| 2015年 | 哈薩克羽毛球國際賽         | 國際系列賽 | 男子單打 | －                | 冠軍   |
| 2015年 | 威爾斯羽毛球國際賽         | 國際挑戰賽 | 男子單打 | －                | 冠軍   |
| 2016年 | 奧地利羽毛球公開賽         | 國際挑戰賽 | 男子單打 | －                | 準決賽 |
| 2016年 | 俄羅斯羽毛球大獎賽         | 大獎賽     | 男子單打 | －                | 準決賽 |
| 2016年 | 威爾斯羽毛球國際賽         | 國際挑戰賽 | 男子單打 | －                | 準決賽 |
| 2017年 | 歐洲羽毛球混合團體錦標賽   | 其他       | 混合團體 | －                | 亞軍   |
| 2017年 | 俄羅斯羽毛球大獎賽         | 大獎賽     | 男子單打 | －                | 亞軍   |
| 2018年 | 俄羅斯羽毛球公開賽         | 超級100賽  | 男子單打 | －                | 準決賽 |
| 2018年 | 杜拜羽毛球國際挑戰賽       | 國際挑戰賽 | 男子單打 | －                | 冠軍   |
| 2019年 | 歐洲羽毛球混合團體錦標賽   | 其他       | 混合團體 | －                | 季軍   |
| 2019年 | 阿塞拜疆羽毛球國際賽       | 國際挑戰賽 | 男子單打 | －                | 準決賽 |
| 2019年 | 馬爾代夫羽毛球國際挑戰賽   | 國際挑戰賽 | 男子單打 | －                | 準決賽 |
| 2020年 | 歐洲羽毛球男女子團體錦標賽 | 其他       | 男子團體 | －                | 季軍   |
| 2021年 | 歐洲羽毛球混合團體錦標賽   | 其他       | 混合團體 | －                | 季軍   |

| 2007-2017年 | 首要超級賽 | 超級賽 | 黃金大獎賽 | 大獎賽 | 國際挑戰賽 | 國際系列賽 | 未來系列賽 | 其他 |

| 2018-2026年 | 總決賽 | 超級1000賽 | 超級750賽 | 超級500賽 | 超級300賽 | 超級100賽 | 國際挑戰賽 | 國際系列賽 | 未來系列賽 | 其他 |

### 奧運會和世錦賽參賽紀錄
|          | 搭檔                | 2006 | 2007 | 2008 | 2009 | 2010 | 2011 | 2012 | 2013 | 2014 | 2015 | 2016       | 2017 | 2018 | 2019 | 2020 | 2021 |
| -------- | ------------------- | ---- | ---- | ---- | ---- | ---- | ---- | ---- | ---- | ---- | ---- | ---------- | ---- | ---- | ---- | ---- | ---- |
| 男子單打 | －                  | －   | －   | －   | 64強 | 64強 | －   | －   | 64強 | 32強 | 64強 | 小組第三名 | 32強 | 64強 | 64強 | －   | 64強 |
|          |                     |      |      |      |      |      |      |      |      |      |      |            |      |      |      |      |      |
| 男子雙打 | Konstantin Khlestov | 48強 | －   | －   | －   | －   | －   | －   | －   | －   | －   | －         | －   | －   | －   | －   | －   |